# Attila à queue rousse
Attila phoenicurus
Espèce
Synonymes
- Pseudattila phoenicurus

Statut de conservation UICN

 LC  : Préoccupation mineure
L'Attila à queue rousse (Attila phoenicurus) est une espèce de passereau de la famille des Tyrannidae.

## Distribution
Cet oiseau vit dans le sud de la forêt atlantique ; il hiverne dans le centre du Brésil.